# Омер Велбер
Омер Меїр Велбер (івр. עומר מאיר ולבר; нар. 28 жовтня 1981, Беер-Шева, Ізраїль) — ізраїльський диригент. Він є музичним керівником Віденської народної опери та музичним керівником Театру Массімо Палермо. Він був частим запрошеним диригентом в Ізраїльській опері, а з 2009 року був музичним керівником симфонічного оркестру Раанана, створеного в 1991 році для інтеграції єврейських емігрантів в Ізраїлі. З 2018 по 2022 рік він був головним запрошеним диригентом Дрезденської опери, а до 2022 року — головним диригентом філармонії BBC. З 2010 по 2014 рік він змінив Лоріна Маазеля на посаді генерального музичного директора Palau de les Arts Reina Sofia у Валенсії. Велбер також регулярно виступає в оперних театрах Берліна, Дрездена, Відня, Венеції, Мілана та Верони.